# Europejska Rada Ochrony Danych
Europejska Rada Ochrony Danych (ang. European Data Protection Board) – organ, którego celem jest zapewnienie spójnego stosowania ogólnego rozporządzenia o ochronie danych RODO oraz promowanie współpracy między organami ochrony danych osobowych UE. Z dniem 25 maja 2018 r. EROD zastąpiła Grupę Roboczą Art. 29.

## Zadania
Do zadań EROD należy m.in.:
- wydawanie wytycznych, zaleceń oraz określanie najlepszych praktyk związanych ze stosowaniem RODO[1],
- doradzanie Komisji Europejskiej w sprawach związanych z ochroną danych osobowych w EOG[4],
- wydawanie opinii w celu zapewnienia spójności stosowania RODO przez krajowe organy nadzorcze, w szczególności w odniesieniu do decyzji mających skutki transgraniczne,
- działanie jako organ rozstrzygający spory w przypadku sporów między krajowymi organami nadzorczymi współpracującymi w zakresie egzekwowania prawa w transgranicznych sporach,
- zachęcanie do sporządzania kodeksów postępowania oraz do ustanawiania mechanizmów certyfikacji w dziedzinie ochrony danych[5],
- upowszechnianie współpracy oraz skutecznej wymiany informacji i dobrych praktyk między organami nadzorczymi[6].

## Władze
Europejską Radę Ochrony Danych reprezentuje jej przewodniczący, wybierany spośród członków Rady zwykłą większością głosów na 5-letnią kadencję, która może zostać jednokrotnie powtórzona. W takim sam sposób wybierani są dwaj wiceprzewodniczący.
Obecnie przewodnictwo w Radzie sprawują:
| Imię i nazwisko           | Stanowisko         | Początek kadencji  | Koniec kadencji    |
| ------------------------- | ------------------ | ------------------ | ------------------ |
| Anu Talus                 | przewodnicząca     | 25 maja 2023 r.    | 25 maja 2028 r.    |
| Irene Loizidou Nikolaidou | wiceprzewodnicząca | 25 maja 2023 r.    | 25 maja 2028 r.    |
| Zdravko Vukić             | wiceprzewodniczący | 19 czerwca 2024 r. | 19 czerwca 2029 r. |

## Skład Rady
Europejska Rada Ochrony Danych składa się z przedstawicieli organów ochrony danych z 27 państw członkowskich UE i 3 państw EOG EFTA oraz Europejskiego Inspektora Ochrony Danych l.
Polskę reprezentuje Prezes Urzędu Ochrony Danych Osobowych (PUODO). Relacje z posiedzeń, w których uczestniczy PUODO lub jego przedstawiciel, są publikowane na stronie internetowej UODO.